# غرابل دوغ
غرابل دوغ أو جرابل دوج أو قرابل دوق (بالإنجليزية: Grapple Dog) هي لعبة منصات تم تطويرها بواسطة جوزاف جربّين (بالإنجليزية: Joseph Gribbin) في عام 2022. تدور أحداث اللعبة حول بابلو (بالإنجليزية: Pablo) ، وهو كلب أصفر اللون يتنقل عبر المستويات ثنائية الأبعاد باستخدام خطافه للتعامل مع المنصات والأعداء.
تم إصدار اللعبة لأنظمة مايكروسوفت ويندوز ونينتندو سويتش ولاحقًا إكس بوكس سيريس إكس/إس. على ميتاكريتيك ، تلقت اللعبة متوسط 76/100 مما يشير إلى "المراجعات إيجابية بشكل عام".

## طريقة اللعب
غرابل دوغ هي لعبة منصات ثنائية الأبعاد. يتحكم اللاعب في الكلب بابلو، باستخدام خطافه الذي يستخدمه للتأرجح وسحب بابلو نحو الأعداء عبر المنصات. 
الهدف في كل مرحلة هو رنين الجرس في نهاية المستوى. طوال المرحلة، هناك عناصر يمكنك جمعها مثل خمسة جواهر أرجوانية مخبأة في جميع أنحاء المستوى. يمكن جمع جوهرتين أرجوانيتين أخريين عن طريق جمع البرتقال، حيث يوجد 250 منها لكل مستوى، ويتطلب الأمر 220 للحصول على الجواهر الإضافية. 

## الحبكة
منذ مئات السنين، كان شعب بارتاش يعيش في جوع وفقر. ثم في يوم من الأيام ظهر المخترع العظيم. وباستخدام عقله العبقري، قام بتصنيع أجهزة رائعة لمساعدة الناس. وبدوره، أصبح أولئك الذين يعيشون في بارطاش يحبونه وكأنه ملك. ولكن في يوم من الأيام ظهر شر كبير، يغار من المخترع. أحس المخترع أن الهجوم النهائي كان وشيكًا، فوضع خططًا لحماية الناس. قام بنشر الأدوات الكونية الأربعة في جميع أنحاء بارتاش، حيث لم يتمكن الشر من العثور عليها أبدًا. بعد ذلك، لم يظهر المخترع العظيم مرة أخرى. ومنذ ذلك الحين، يبحث الباحثون عن الكنوز في كل مكان عن أجهزة المخترع. بعضهم يأمل في الثراء، وبعضهم يأمل في المجد، وبعضهم يأمل في كشف أسرار الماضي.
بعد مرور ألف عام، هبط الباحثون التاريخيون بابلو (بالإنجليزية:Pablo) وتوني (بالإنجليزية:Toni) والبروفيسورة على جزيرة، وسقط بابلو في حفرة حيث التقى بالروبوت المسمى نول (بالإنجليزية:Nul) اسم الروبوت قريب من كلمة null أذا تم إضافة حرف L في نهياته و تعني لا شيئ. نول يجعل بابلو يفتح الباب، ويضع نول رأسه على جسد. يكشف نول عن طبيعته الحقيقية، وتبدأ الجزيرة في الانهيار. يتمكن بابلو من الهرب، ويقوم نول والروبوتات بتدمير الجزيرة. يواصل نول القيام بما بدأه. و في سفينة الباحثون، يخبرهم بابلو بما حدث، وتقول البروفيسورة أن لا أحد يعرف ما تفعله الأدوات الكونية، لكن قوتها قد تكون قوية جدًا لدرجة أنها قد تدمر العالم. فقرروا العثور على الأدوات الكونية قبل أن يفعل نول ذلك وإنقاذ العالم

## التطوير
تم تطوير لعبة Grapple Dog بشكل مستقل بواسطة جوزيف جريبين من شركة ميدالين غامز.  كان جريبين هو مصمم اللعبة والفنان والمبرمج للعبة بينما قدم جاز ميكل الموسيقى التصويرية للعبة.

## الاستقبال
| استقبال |                 |
| --- | --------------- |
| مجموع النقاط المجموع نقاط ميتاكريتيك 76/100 (Switch) [ 4 ] نتائج المراجعة نشرة نقاط غيم سبوت 7/10 [ 5 ] نينتندو لايف 9/10 [ 6 ] نينتندو ورلد ريبورت 7.5/10 [ 3 ] |                 |
| مجموع النقاط |                 |
| المجموع | نقاط            |
| ميتاكريتيك | 76/100 (Switch) |
| نتائج المراجعة |                 |
| نشرة | نقاط            |
| غيم سبوت | 7/10            |
| نينتندو لايف | 9/10            |
| نينتندو ورلد ريبورت | 7.5/10          |

تم إصدار لعبة غرابل دوغ في 10 فبراير 2022، لنظامي ونينتندو سويتش ويندوز. تم إصداره لاحقًا على إكس بوكس سيريس إكس/إس في 18 نوفمبر 2022.
أوصى ويل نيلسون من مجلة موسيقى إكسبرس جديدة باللعبة لمحبي ألعاب المنصات، مشيرًا إلى أن اللعبة "تستهدف أن تحتل مكانتها بين مجموعة ألعاب المنصات الشهيرة، وهي تصل إلى أقرب حد." 
وجد نيلسون أن بعض الآليات التي يجب استخدامها جنبًا إلى جنب الخطاف تتراوح من "الرائعة" إلى المحبطة بسبب الطبيعة غير الدقيقة قليلاً للخطاف.  وقد صرح جيه-بي كوربان (بالإنجليزية:JP Corban) من نينتندو ورلد ريبورت (بالإنجليزية:NintendoWorldReport) قائلاً "نظرًا لأنه لا يمكنك توجيه الخطاف إلا إلى الأعلى بشكل مباشر أو بزاوية 45 درجة، فهناك أوقات تشعر فيها أنه يجب أن تكون قادرًا على التشبث شيء ما ولكنك تخطئ." 
أضاف إيثان جاش (بالإنجليزية:Ethan Gach) لعبة غرابل دوغ إلى قائمته للألعاب الرائعة التي لم تلق اهتمامًا كبيرًا من موقع كوتاكو . أعلن جاش أن اللعبة "واحدة من أكثر ألعاب الآركيد صعوبة لهذا العام" وأشاد بميكانيكا التأرجح ووصفها بأنها "صعبة ولكنها مجزية" وأنها "تحتوي على معارك زعماء تصل أحيانًا إلى حد العظمة عندما لا تشعر بأنها عقابية بشكل مفرط". 

## التَتِمة
تم إصدار تكملة للعبة تحت اسم غرابل دوغ: كوسميك كاه-نينس (بالإنجليزية: Grapple Dogs: Cosmic Canines) في 12 سبتمبر 2024 لأنظمة مايكروسوفت ويندوز ونينتندو سويتش وإكس بوكس سيريس إكس/إس.

### الهوامش
1. ↑  متجر ألعاب نينتندو، QID:Q58379130
2. 1 2 3 4  Nelson 2022.
3. 1 2 3  Corbran 2022.
4. ↑  "Grapple Dog". ميتاكريتيك. اطلع عليه بتاريخ 2023-03-19.
5. ↑  Watts 2022.
6. ↑  Gipp 2022.
7. ↑  "Grapple Dog". Metacritic. اطلع عليه بتاريخ 2023-03-19.
8. ↑  "Grapple Dog". Metacritic. اطلع عليه بتاريخ 2023-03-19.
9. ↑  Gach 2023.
10. ↑  Romano، Sal (23 مايو 2024). "Grapple Dogs: Cosmic Canines launches September 12 for Xbox Series, Switch, and PC". Gematsu. اطلع عليه بتاريخ 2024-05-24.

## روابط خارجية
- غرابّل دوغ في ألعاب الميداليون
- غرابّل دوغ في الموقع الشخصي لجوزيف جريبين